# Brachythele varrialei
Brachythele varrialei là một loài nhện trong họ Nemesiidae.
Brachythele varrialei được Dalmas miêu tả năm 1920.